# One Man Army and the Undead Quartet
A One Man Army and the Undead Quartet („Egyszemélyes Hadsereg és az Élőhalott Négyes”) svéd death/thrash-metal együttes volt. Az érdekes nevű zenekart a szintén svéd The Crown együttes egyik tagja, Johan Lindstrad alapította, miután a Crown feloszlott. 2004-ben alakultak meg Trollhättanban. Négy nagylemezt jelentettek meg fennállásuk alatt. 2012-ben feloszlottak. Lemezkiadóik: Nuclear Blast, Massacre Records.

## Tagok
Az utolsó felállás ez volt:
- Johan Lindstrad - ének (2004-2012)
- Robert Axelsson - basszusgitár (2005-2012)
- Jonas Blom - gitár (2009-2012)
- Marek Dobrowolski - dobok (2005-2012)

## Stúdióalbumok
- 21st Century Killing Machine (2006)
- Error in Evolution (2007)
- Grim Tales (2008)
- The Dark Epic (2011)

## Egyéb kiadványok

### EP-k
- When Hatred Comes to Life (2005)
- Christmas for the Lobotomizer (2006)